# Władysław Zaborski
Władysław Zaborski (ur. 25 maja 1830 w Przybyszewie na Mazowszu, zm. 4 marca 1900 w Krakowie) – redaktor „Misji Katolickich”, pisarz i jezuita. Uczestnik walk o niepodległość.

## Życiorys
Po skończeniu gimnazjum brał w 1848 roku udział w kampanii węgierskiej, późnej służył w pułku generała Zamoyskiego w Turcji. Po ukończeniu szkoły inżynierskiej w Paryżu i Londynie wrócił do kraju i pracował jako nauczyciel w zaborze rosyjskim. W 1870 wstąpił do zakonu oo. Jezuitów w Starej Wsi i po otrzymaniu święceń kapłańskich w 1875 w Tarnowie wykładał fizykę oraz nauki matematyczne w Tarnopolu.
Był redaktorem „Misji Katolickich” (1882-1884), a od 1884 roku „Przeglądu Powszechnego”.
Napisał: „Darwinizm wobec rozumu i nauki” (Kraków 1886), „Źródła historyczne Wschodu odnośnie do Pisma Świętego” (Kraków 1888),  „W północnej Ameryce Atabaska Mackenzi” (Kraków 1890), „Religie Aryów Wschodnich” (Kraków 1894),  „Najstarsze ludy na świecie. Studyum etniczno-religijne” (Kraków 1898).  (Pomniejsze prace, publikowane w Przeglądzie Powszechnym, o religiach Chin, Afryki czy ludów tureckich, jak „Przebieg pojęć religijnych u Chińczyków” (1894), czy „Ludy Turajskie i ich pojęcia religijne” (1895), znalazły się w tej ostatniej publikacji).
Przetłumaczył: Alfons Maria de Liguori, „O godności i obowiązkach kapłańskich” (Tarnopol 1890, wyd. 3: Kraków 1896)
Zmarł w Krakowie. Pochowany na cmentarzu Rakowickim w grobie zakonnym.